# Antoni Osuchowski
Antoni Osuchowski (sinh ngày 13 tháng 6 năm 1849 tại Paris - mất ngày 9 tháng 1 năm 1928 tại Warsaw) là một luật sư, nhà từ thiện và nhà hoạt động xã hội người Ba Lan. Ông hoạt động ở Silesia, Warmia và Mazury.
Sau cuộc Khởi Nghĩa Tháng 11, cha của ông là Hieronim lúc bấy giờ quyết định di cư sang Pháp. Antoni Osuchowski tốt nghiệp tiểu học ở Paris và tốt nghiệp trung học ở Warsaw. Tiếp tục con đường học vấn của mình, sau khi tốt nghiệp trung học, ông theo học chuyên ngành luật và quản trị tại một đại học ở Warsaw trong các năm 1866-1870. Ông trở thành luật sư tại một toà án quận ở Warsaw vào năm 1876.
Năm 1914, Antoni Osuchowski quyết định từ bỏ công việc của mình và tập trung vào các hoạt động gây quỹ vì mục đích giáo dục và văn hoá cho những người Ba Lan hiện đang sinh sống và làm việc ở nước ngoài. Năm 1921, ông cùng Antoni Ponikowski và Wojciech Trąmpczyński sáng lập Hội Adam Mickiewicz nhằm bảo vệ sự quan tâm văn hoá của người Ba Lan tại nước ngoài. Khi Chiến tranh thế giới thứ nhất bùng nổ, ông cùng Henryk Sienkiewicz và Ignacy Paderewski thành lập Ủy ban cứu trợ Miền Trung Ba Lan tại Thụy Sĩ. Ủy ban này được thành lập nhằm mục đích hỗ trợ tài chính cho người dân Ba Lan. Vào tháng 11 năm 1918, với sự khởi xướng của Antoni Osuchowski, Warszawski Komitet Obrony Lwowa (Ủy ban Warsaw về Phòng thủ Lwów) được thành lập. Ngoài ủng hộ việc cứu trợ quân sự cho thành phố, ủy ban này còn hỗ trợ về mặt tài chính. Thêm vào đó, ông còn tổ chức hỗ trợ tài liệu cho giáo dục và báo chí Ba Lan ở Cieszyn Silesia, Warmia và Mazury.
Antoni Osuchowski qua đời tại Warsaw và được chôn cất tại Nghĩa trang Powązki.